# Silnice II/353
Silnice II/353 je silnice II. třídy v Pardubickém kraji a v Kraji Vysočina. Spojuje Poličku, Sádek, Sněžné, Žďár nad Sázavou a Velký Beranov.

## Trasa silnice
Odpojení od silnice I/34 (v Polička-Město) – Dolní Předměstí – Kamenec u Poličky – Sádek – Lačnov (napojení na silnici II/357) – Borovnice (odpojení od silnice II/357) – Daňkovice – Sněžné (krátké napojení na silnici II/354) – Krátká – Kadov – Fryšava pod Žákovou horou – Tři Studně – Sklené – Počítky – Vysoké – Žďár nad Sázavou (krátké napojení na silnici I/37) – Radonín – Budeč – Nové Veselí – Bohdalov – Rudolec – Stáj – Zhoř – Rytířsko – podjezd pod dálnicí D1 – Velký Beranov (napojení na silnici II/602).
V Bohdalově se napojuje silnice II/388. Na okraji Stáje se kříží se silnicí II/348 a mezi Zhoří a obchvatem Jamného se silnicí II/351.

### Obchvaty
V roce 2009 byl dokončen obchvat Bohdalova. V roce 2020 byl uveden do provozu obchvat Nového Veselí a zároveň byla silnice zkrácena o průjezd Velkým Beranovem, protože byl dokončen jeho obchvat (silnice II/602).
V roce 2025 byla zahájena výstavba obchvatu Rytířska.

## Vodstvo na trase
V Sádku několikrát přejíždí Černý potok, mezi odbočkou na Maksičky a Lačnovem vede několikrát přes Bílý potok (vzniká soutokem Černého a Korouhevského potoka), mezi Lačnovem a Borovnicí přes Svratku, v Kadově přes Fryšávku, mezi Kadovem a Fryšavou přes Medlovku, v Počítkách přes Perničku, na obchvatu Nového Veselí Oslavu a v lesích mezi Novým Veselím a Bohdalovem přes potoky Horní, Lesní a Rendlíčkový.
U Nového Veselí vedla silnice do roku 2020 po hrázi Lanžovského rybníka.